# Illtal
Illtal – gmina we Francji, w regionie Grand Est, w departamencie Górny Ren. W 2013 roku liczba ludności wynosiła 1359 mieszkańców. 
Gmina została utworzona 1 stycznia 2016 roku z połączenia trzech ówczesnych gmin: Grentzingen, Henflingen oraz Oberdorf. Siedzibą gminy została miejscowość Oberdorf.